# Conservatoire de musique de Chine
Le Conservatoire de musique de Chine (中国音乐学院) est le conservatoire national de musique consacré aux musiques et aux instruments traditionnels de Chine. Installé à Pékin il fut créé en 1964 sous la houlette du premier ministre Zhou Enlai.
Il ne faut pas le confondre avec le Conservatoire central de musique, également installé à Pékin, mais consacré à la musique classique occidentale.

## Élèves célèbres
- Peng Liyuan
- Laufey
- Dadon
- Yao Beina
- Gong Linna